# レン・テリー
レオナルド・E・テリー（Leonard E. Terry、1924年2月11日 - 2014年8月25日）は、レン・テリー（Len Terry）として知られる人物で、イギリスの自動車技術者である。

## 概要
テリーは1960年代から1970年代にかけてレーシングカーの車両設計者として活動し、1965年インディ500優勝車両であるロータス・38の設計者として特に知られ、イーグル・Mk1（T1G）やロータス・33といったF1車両を設計したことでも知られる。
車両設計の手腕には定評があったものの、協調性に問題を抱えていたことからコンストラクター（車両の設計製造を行う会社組織）に従業員として所属して設計を行うことは稀だった。キャリアの多くをフリーランスのエンジニアとして送り、設計や完成車を依頼主であるコンストラクターやチームに提供するという形で働いた。そのため、先に挙げた車両のチーム・ロータス、オール・アメリカン・レーサーズ（AAR。車名は「イーグル」）のほか、関与した依頼主はアルピーヌ、アストンマーティン、BMW、BRM、エルヴァ、ギルビ－・エンジニアリング、シェルビー・アメリカン、チーム・サーティース（ホンダ・レーシング）、など、多数に及ぶ。

## 経歴

### 初期
少年時代からブルックランズやクリスタル・パレスに通ってレースを観戦し、いずれレーシングカーを設計したいと考えるようになった。
14歳で学校を出て、その後はロンドンの劇団で事務員として働いた。第二次世界大戦（1939年 - 1945年）が始まり、同僚たちが兵役のため劇団を去っていったため、テリーの昇進は速く、元から得意だった絵の腕を買われてポスター描きなどの仕事を任された。1943年、自身も兵役によりイギリス空軍に入り、計器修理班で製図係を務めた。この間、航空機用カメラを専門とする機器メーカーと協働することにもなり、インド北部（後のパキスタンに当たる地域）に展開する部隊に従軍した。
1945年（21歳頃）、兵役が終わって除隊した後、電池製造会社のエバー・レディ社に入社し、バッテリー設計に従事した。テリーはここでも絵の才能を買われ、製品の設計以外に、説明書用の説明図などの仕事も任されるようになった。
この時期に750モータークラブに入り、レースに出場するようになった。しかし、勝てなかったため、車体設計についての書籍を貪るように読み、雑誌にF1のイラストを送って売り込みをするようになった。
そうして、『オートスポーツ』誌の編集部で、テクニカルイラストレーション（車両の断面図など）の仕事を任されるようになった。その仕事は副業だったが、次第にイラストによる収入のほうが本業である製図士としての収入よりも大きくなったため、1952年に専業のイラストレーターとなった。この後の数年、テリーはイラストレーターの仕事にたびたび飽き、イラストレーターと他の仕事を2年ほどの周期で行き来する。

### ロータス
1954年にテリーは受託設計を専門に扱う設計会社に入社し、イギリスの自動車会社各社からの依頼に応じて様々な部品の設計を2年ほど手掛けたが、1956年にイラストレーターに戻った。イラストレーターの仕事が暇だったため、750モータークラブで自ら設計・製作した車両で参戦することを決意した。この時に作った車両がテリーにとっての処女作である「テリヤー・マーク1」である。この車両は成功し、テリー自身の運転で活躍したことから、テリーの名は同クラブで知られるようになった。
イラストレーターの仕事に飽きたテリーは再び自動車関連の仕事に就くことにし、1958年に、ちょうど欠員が生じていたロータス・エンジニアリング社に雇われた。ロータスの仕事は忙しいものだったが、ここに至ってテリーはようやく満足できる仕事に出会い、ロータス・11、ロータス・エリートなどの設計に製図士として携わった。そうして、短期間の内にロータスの製図チーフに昇進した。
1959年、余暇を再びレーシングカー製作に費やすようになり、「テリヤー・マーク2」を完成させた。同車は設計の依頼者であるブライアン・ハートに駆られてレースに参戦し、ハートはロータスの車両を蹴散らし、同年に開催された21レース中18レースで優勝してしまった。必然的に、アマチュアレーサーたちは（ロータスの車両ではなく）テリーの車を欲しがることになり、テリヤー・マーク2は求めに応じて販売された。テリーはロータスの社長であるコーリン・チャップマンとの折り合いが普段から悪く、そうした中で起きたこの一件が駄目押しとなり、ロータスを追われてしまう。

### ギルビー
実力をつけつつあったテリーが次の仕事を見つけるのは容易で、ロータスを追放されてから間を置かず、ギルビ－・エンジニアリングにチーフデザイナーとして迎え入れられた。ギルビーには2年ほど在籍し、その間に同社のスポーツカーを設計し、1961年と1962年には同社製のフォーミュラ1カー（F1車両）を設計した。
テリーにとって初のF1車両となった1961年用の車両（ギルビー・B型）について、当初、テリーは先進的なモノコックシャシーとして設計していた。しかし、ギルビー社の技術水準では製造に困難があったため、あえてスペースフレームシャシーに改めた。チーム体制の弱さとドライバーの技量の低さから、この車両は良い戦績を残せなかったが、設計そのものは高く評価され、ブルース・マクラーレンがこの車両をグッドウッド・サーキットでテストした際にはF1のコースレコードに近いタイムを記録している。
ギルビーにおける仕事も順調だったが、ここでテリーはまたしても奇禍に見舞われる。休日にオウルトン・パークでテリヤー・マーク2を走らせていたところ、路面にこぼれていたオイルを踏んだことでコースアウトし、コース脇の立ち木に激突してしまったのである。この事故により、足を骨折したほか、肺炎と血栓症を併発し、後にテリーが「全快できたのは奇跡に近かった」と述懐するほど重い症状となり、長期の入院が必要となった。
テリーが入院している内に、ギルビー社は売却されることになり、新たな経営者は今後レースを行うつもりはないと発表し、テリーは帰る職場を失った。

### ロータスへの復帰
退院後、かつての雇い主であるコーリン・チャップマンとの関係を修復させる出来事が1962年の短期間の間に続いた。
1962年にチャップマンはレーシングスポーツカーのロータス・23を開発し、その優秀さを認めたフランスのアルピーヌからレーシングスポーツカーの設計を依頼された。チャップマンは、多忙だったため、アルピーヌにテリーを紹介して、その仕事がテリーに回ってきた（1962年後半）。アルピーヌ社長のジャン・レデレはテリーに対して、なるべくルノー（アルピーヌの親会社）の市販車部品を使うよう指示したが、テリーはそれを無視し、ルノーから流用したのはステアリングギアボックスとアップライトくらいで、他は独自に設計した。結局、アルピーヌがこの車を実際に製造することはなかった。
チャップマンは、その後も短期間の内にロータス・22（フォーミュラ・ジュニア車両）のボディの設計であるとか、ロータス・エランとコルティナ用のエンジン部品といったものの図面作成をテリーに依頼するようになった。テリーの仕事の出来栄えに満足したチャップマンは機嫌を直し、それまでロータス社のナンバー2だったマイク・コスティンが離脱（自身が創業したコスワースに専念するため同年8月に移籍）するタイミングだったこともあって、1962年中にテリーをロータスに呼び戻し、チーフデザイナーに任命した。
この招聘により再びロータスで働くことになったテリーは、基本的にインディカーの仕事を任されたが、F1でも、チャップマンの指揮の下、ロータス・25をベースにロータス・33を設計した。この車両はロータス・25のホイールベースを伸長した程度のマイナーチェンジ車だが、1964年にダンロップが導入した新タイヤにより最適化したサスペンションを備えるとともに、車体剛性も25より高くなり、製造工程も簡素化された。投入2年目の1965年シーズンにジム・クラークがこの車両だけでも5勝を挙げ（シーズン通算6勝）、ロータスにダブルタイトルをもたらした。

#### インディ500
1960年代初めまで、創設間もないチーム・ロータスはフォーミュラ1などのヨーロッパを中心に開催されている自動車レースカテゴリーを中心に活動していたが、アメリカ合衆国で開催されているインディ500への参戦を1963年から始めるという予定を立てており、チャップマンがテリーを呼び戻したのはその車両開発を任せることが主目的だった。
1962年にロータスに復帰したテリーは、インディカーの設計を全面的に任され、まず、ロータス・29の設計を行った。この時の設計はチャップマンの指示に従い、基本的にF1のロータス・25を踏襲し、インディカーの規則に合わせてホイールベースを伸長したり、レースに合わせて燃料タンクの増槽、車体剛性の補強といった変更を加えることが主な作業となった。
この車両は1963年のインディ500に投入され、クラークが優勝争いに絡むが、レースリーダーへの不可解な裁定もあって2位に終わった。
翌1964年のインディ500では、ロータス・34を投入し、予選ではクラークがトップタイムを記録し、ポールポジションを獲得した。しかし、車両完成後にダンロップタイヤを事前テストする時間を確保できていなかったことが災いし、レースでタイヤトラブルを起こして、リタイアに終わった。
1965年のインディ500に向け、テリーはロータス・38を設計した。ロータス・25を踏襲するよう指示された1963年や、前年型の改良のみ許された1964年とは異なり、1965年用の車両設計はチャップマンから白紙委任を受けたため、テリーはロータス・38をロータスとしては初のフルモノコック車両として設計した。同車は、参戦3年目のクラークに念願のインディ500優勝をもたらした。しかし、レース開催日の数日前にテリーはロータスとの契約を終了し、後述するAARへと移籍したため、実際にこのレースを目にすることはなかった。

### AAR (イーグル)
1964年、ロータスにいたテリーは、ダン・ガーニーのために、レーシングスポーツカーのロータス・19に改良を加えたワンオフ車の「ロータス・19B」を設計した。この縁で、ガーニーが1964年に設立したオール・アメリカン・レーサーズ（AAR）に雇われることになった。
AARはアメリカ合衆国のサンタアナ（カリフォルニア州）を本拠地とする一方、イギリスのライ（イースト・サセックス）にウェスレイク・エンジニアリング社を設立して、F1用のV型12気筒エンジンの開発を目指していた。1965年半ばにチーフデザイナーとしてAARに入ったテリーは、2つの拠点の工場を監督しつつ、F1と米国のインディカー（USACチャンピオンシリーズ）の両方に対応できるシングルシーターの車両開発を始めた。
とはいえ、ガーニーはレースの賞金額が大きいインディカーのほうを本命と考えていたことから、テリーもインディカーに寄せて車両を設計し、F1についてはその車両を手直しして対応する方針とし、まずインディ仕様を設計した。続いてF1仕様を設計し、これが3リッターF1車両の「イーグル・Mk1」（T1G）として先に完成することになる。
イーグル・Mk1はテリーが設計したインディ500優勝車のロータス・38（前述）をベースとして設計されたため、この2車両の車体の基本構成は似通ったものになっている。結果、投入された1966年シーズンの他のF1車両に比べると全幅が広く、車重も重く、テリーの設計により完成した当初は、F1の規定最低重量を82 kgも超過する、といった弊害も生じた。インディカーとしても、燃料タンクをF1用にコンパクトな設計としたため、インディ500を戦うには容量の小ささが不利となり、ドライバーによっては燃料タンクの増設（増槽）を行った。この車両には画期的なチタニウム製の排気システムが開発され、その設計もテリーが行った。
テリーがイーグル・Mk1を完成させるまでには入社から数か月ほどの期間しかかからなかったが、この頃にはガーニーとは仕事を進める上での相性の悪さを感じるようになり、友人であるガーニーとの関係を壊す前にテリーはAARを去った。

### TAC
AARから離脱することになったショックが尾を引いたことにより、テリーは1966年を無為に過ごすが、1967年初めにエルヴァ社のフランク・ニコルズからの誘いを受け、トランスアトランティック・オートモーティブ・コンサルタンツ社（TAC）を共同で設立して、委託を受けて車両設計と製造を行う事業を始めた。
同社では、シェルビー・アメリカンの依頼によりCan-Am用車両（シェルビー・キングコブラ）を再設計し、ブリティッシュ・レーシング・モータース（BRM）の依頼により、F1車両のBRM・P126の設計を行った。
どちらの車も見るべき成果はなく、ニコルズとの関係も悪化し、TACは1967年末という設立から1年足らずの内に解散した。

### デザイン・オート
ニコルズと袂を分かったテリーは、独自にデザイン・オート社（Design Auto）を新たに立ち上げ、TACの時と同様の事業を始めた。この間にテリーが手掛けた仕事の内、主だったものは下記の通り。
- JWオートモーティヴ

1967年中にJWオートモーティヴ・エンジニアリングからの注文を受け、ミラージュ製の車両（ガルフ・ミラージュ）のプロトタイプ化を依頼され、製造した車両（ミラージュ・M2）をJWオートモーティブに引き渡した。
エンジンは当初はBRM製を搭載していたが、1969年にはフォード・コスワース製に換装することになり、車体後部を大きく変更し、クローズドボディだったM2をオープンボディ仕様としたミラージュ・M3も製造している。
- サーティース / ホンダF1RA301の1号車（RA301-801）[注釈 10]テリーが製造した2号車（RA301-802）[注釈 11]。外観では、コクピット脇に突出部を有する点が1号車との顕著な相違点となる[23]。

1968年、ジョン・サーティースからF1車両であるホンダ・RA301の複製の依頼を受けた。サーティースは、日本の本田技研工業（ホンダ）のF1参戦プロジェクト（ホンダF1・第1期）に深く関与しており、ホンダの中村良夫と組み、自身のチーム・サーティースを中核として、イギリスでホンダ・レーシングを運営していた。サーティースと中村は、前年にローラ・カーズと組んでホンダ・RA300を完成させたが、ホンダ側の技術的な独立性を確保するため、次のRA301はチーム・サーティースで設計を行っていた。1号車の車体は1968年初めに完成しており、その2号車の製造がテリーに依頼された。
依頼は1号車を手本とした「複製」だったが、テリーに与えられたのは1号車のラフレイアウト図と5、6枚の写真のみで、テリーが手間を惜しんだため、実車は見ず、設計者であるデリック・ホワイトとの打ち合わせもしないまま製造が進められた。そのため、1号車とは構成がかなり異なっており、下記の違いがある。
- 1号車は車体（モノコック）がマグネシウム合金製、2号車はアルミニウム合金製。この違いにより、2号車のコクピット脇にはリブ状の突出部がある（画像を参照）。
- 2号車はリアサスペンションのロアアームをパラレルリンク式に変更し、当時一般的だった逆Aアーム（1号車はこの形）ではなく、平行等長の2本のIアームによって支持する形とした。この変更は、1号車の完全なコピーとすることをよしとしなかったテリーが加えたもので、この変更によりサスペンション調整を簡素化している。しかし、2号車の完成後にリアサスアームは1号車と同じ逆A型に改められたため、テリーによるこの変更が存在した期間は短い。
- 前部のアッパー/ダンパーユニットの支点などを補強した。この変更は後に1号車にも取り入れられている。

1号車はサーティースのレースカーとなっていたが、セカンドドライバー用に用意された2号車はホンダ側の事情でエンジンの用意がシーズン最終盤まで整わず、車体はサーティース用のTカー（予備車両）として扱われた。この2台は水温の特性や車重にも違いがあり、サーティースは1号車を好んだため、テリーが製造した2号車がレースに出走したのはヨアキム・ボニエに貸し出されて出走した1968年シーズンの最終戦メキシコGPのみである。
- サーティース / F5000

RA301の2号車を引き渡した後、テリーはネーザン・レーシングからの依頼でフォーミュラ5000車両の設計と製造を行っていたが、依頼された3台の完成が間近となった1968年9月にネーザン・レーシングから依頼をキャンセルされてしまう。折よく、F5000車両を欲しがっていたサーティースがそのことを知り、車両をそっくり引き取った。
「サーティース・TS5」と命名されたこの車両は、F5000レースでは無敵の強さを誇り、テリーには続く数か月間の内に追加で4台の完成車、複数のモノコックの製作依頼が舞い込んだ。
- BMW / F2

サーティースにTS5を引き渡した頃、BMWからフォーミュラ2（F2）車両の設計を依頼され、図面を渡した。同社は1969年にデビューし、成績も悪くなかったのだが、製造はドイツの航空機メーカーのドルニエによって行われ、モノコックとして設計した車体に無断で大きな開口部を追加された上、開発テストの様子や不具合などのレポートも得られず、テリーにとっては不満の残る仕事となり、この経験により、テリーは「レダ」の創設を決断した。
- AAR / インディカー

1969年、同年のインディ500を観戦しに行った際、ダン・ガーニーと偶然再会し、（トニー・サウスゲートが離脱したことでチーフデザイナーが不在だったため）インディカーの設計を依頼され、着手した。
この車両（イーグル・70）は翌1970年のインディ500に投入され、ガーニーが3位を獲得した。

#### レダ

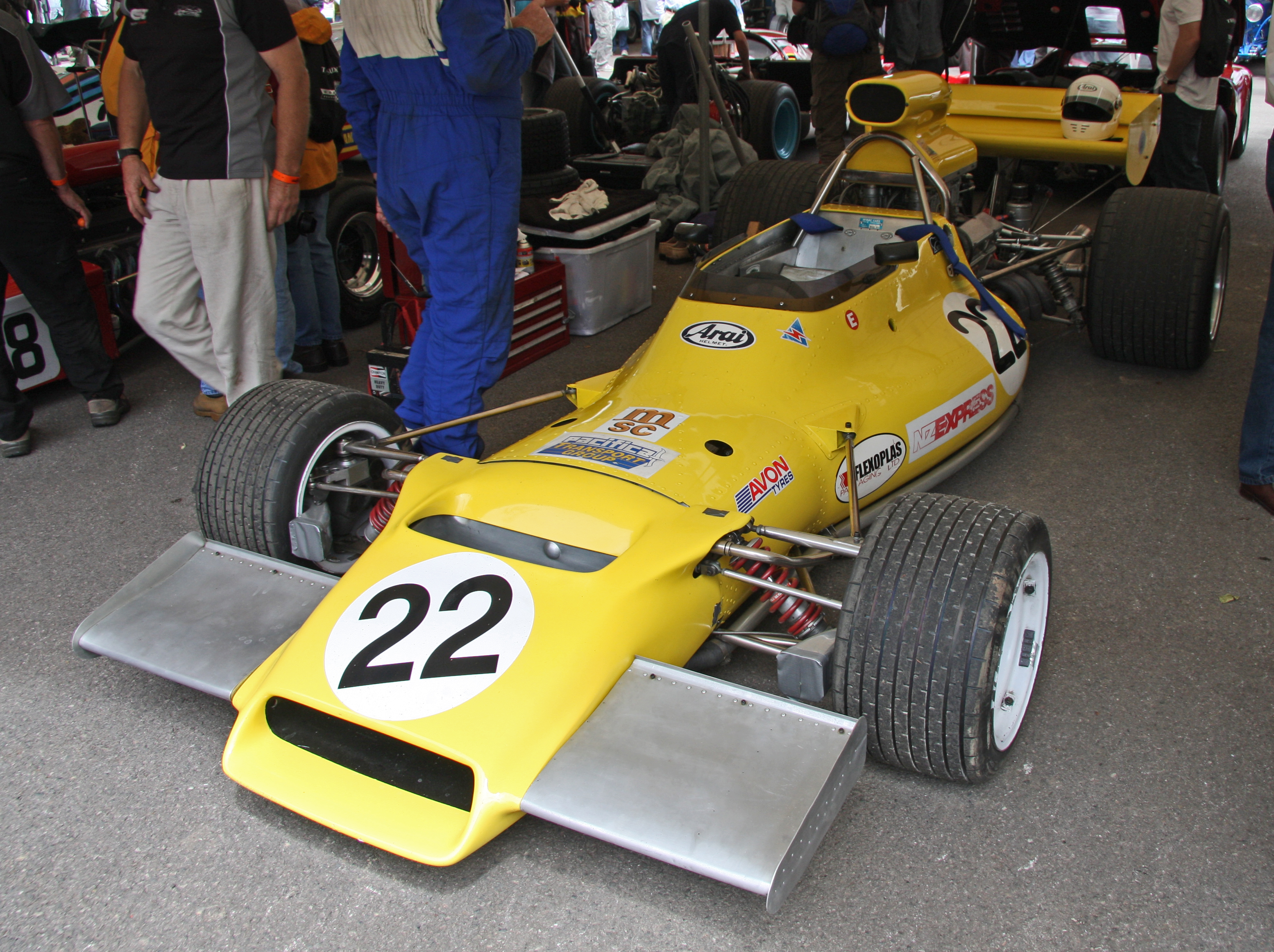
レダ・LT27（マクレー・GM1）

自身のデザイン・オート社でレーシングカーの設計を依頼を受けて行っていく内、テリーは、設計や完成車を引き渡したり、製造ノウハウや製造に必要な治具を引き渡したりしているだけでは「勝てる車両」の開発には不十分で、その後の走行テストなどの結果をフィードバックして熟成していかない限り、勝てる車を作ることはできないという考えに至り、自身のコンストラクターとして「レダ」（Leda）を創設した。
最初の車両としてF5000の開発を始め、1970年2月にレダ・マーク1が完成した。設計にあたり、テリーは前述したサーティースに配慮し、サーティースに売却したF5000車両のTS5とは似ないよう心掛けた。レダの名を冠したF5000車両は、目論見通り、車体の初期トラブルを解消しつつ熟成が進められていったものの、車体に起因しないトラブルが立て続けに起きたことで最初の2年は冴えない結果に終わった。
4代目となる「LT26」は、F5000のトップクラスのドライバーであるグラハム・マクレーによって駆られ、1972年初めに開催されたタスマンシリーズ（1972年シーズン）を席巻する。しかし、同年7月、テリーの共同出資者が唐突にレース活動の中止を発表し、テリーには何の相談もなくレダ社の設備や、保有する図面、部品といった一切をマクレーに売却してしまった。マクレーはF5000の強豪車となったLT26や、その後継車としてテリーが設計していたLT27をそのまま作り続け、自らのイニシアルから「GM1」と改名して販売するようになった。
この裏切りにより、1972年中にテリーはデザイン・オート社の設備も失ってしまい、設立した会社は解散の憂き目にあう。その後もいくつかの計画に携わることはあったものの、1977年のF1シーズン用に設計したBRM・P207の失敗で評価が地に落ちたことなどもあって、レーシングカーの設計から引退した。

### その後
レーシングカーの設計から引退した後、メルセデス・ベンツ・SSKのレプリカや、ヴィンテージバンのレプリカの製作と販売を仕事とした。そうした仕事を68歳の時（1992年頃）に引退するまで続けた。
1993年に軽い脳卒中を起こしたものの、その後も健康に過ごし、2014年に死去するまで、晩年はクラシック・チーム・ロータスの活動（ロータスの古いF1車両を動態保存）にも熱心に協力していた。

## 作品

### 車両
テリーが設計した車両には番号（テリヤー・ナンバー、"Terrier Number"）が振られている。「13」を忌み数として避けたため、「マーク13」は存在しない。「23」以降は、それまでの「テリヤー・マーク～」という表記から「LT～」という表記に変更している。

マーク1（1957年） テリヤー・マーク1 クラブレース用。設計はロータス・マーク3B（英語版）に近かった[35]。
マーク2（1958年） テリヤー・マーク2 クラブレース用。ブライアン・ハートからの依頼により設計[4]。
マーク3（1960年） ギルビー・A型 クラブレース用
マーク4（1960年） テリヤー・マーク4 フォーミュラ・ジュニア。ブライアン・ハートからの依頼により設計[37]。
マーク5（1961年） ギルビー・B型 テリーにとって初のF1車両で、同じく初のリアミッドシップ車
マーク6（1962年） テリヤー・マーク6 クラブレース用。入院中に構想を練り、退院直後に製作した車両[7]。
マーク7（1962年） テリヤー・マーク7 クラブレース用
マーク8（1962年） テリヤー・マーク8 アルピーヌの依頼で設計したレーシングスポーツカー
番外（1964年） キンクラフト フォーミュラ・リブレ（後にF5000）[注釈 17]
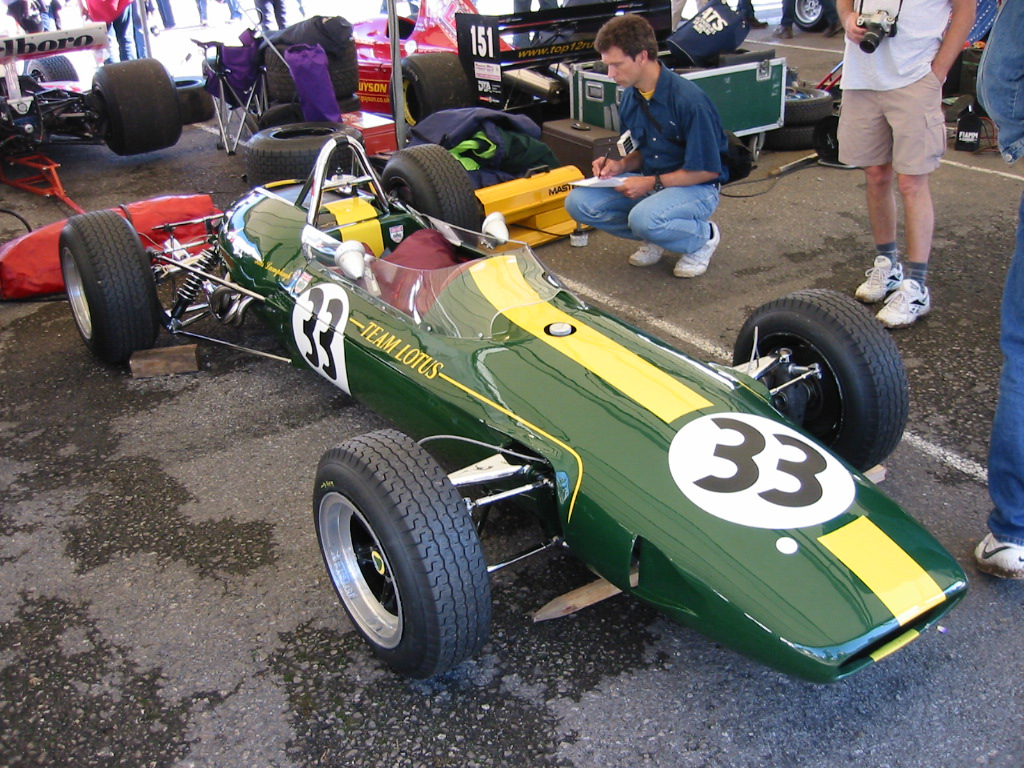
番外（1965年） ロータス・33 1965年にF1でダブルタイトルを獲得
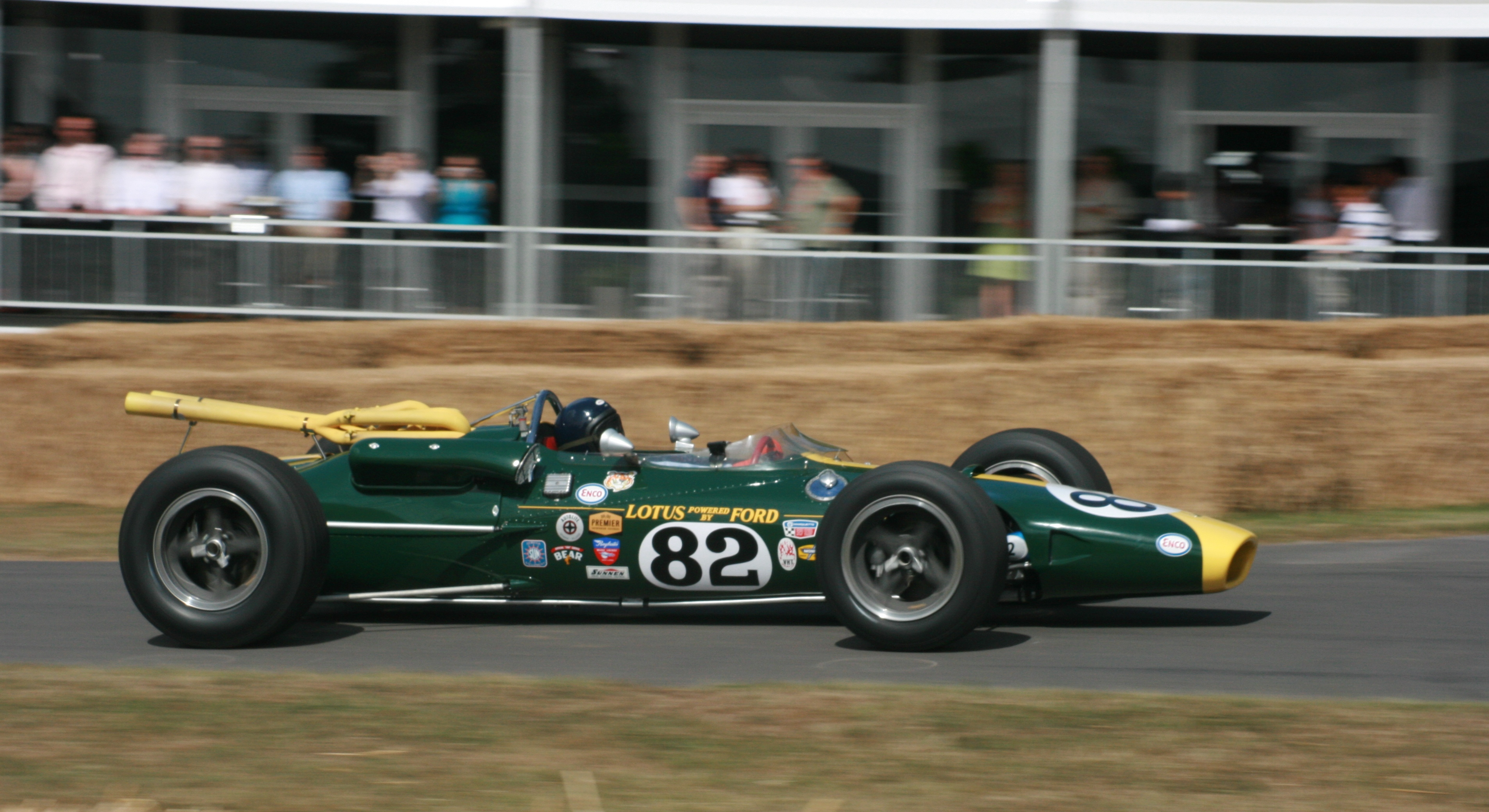
番外（1965年） ロータス・38（英語版） インディ500優勝車両[注釈 18]
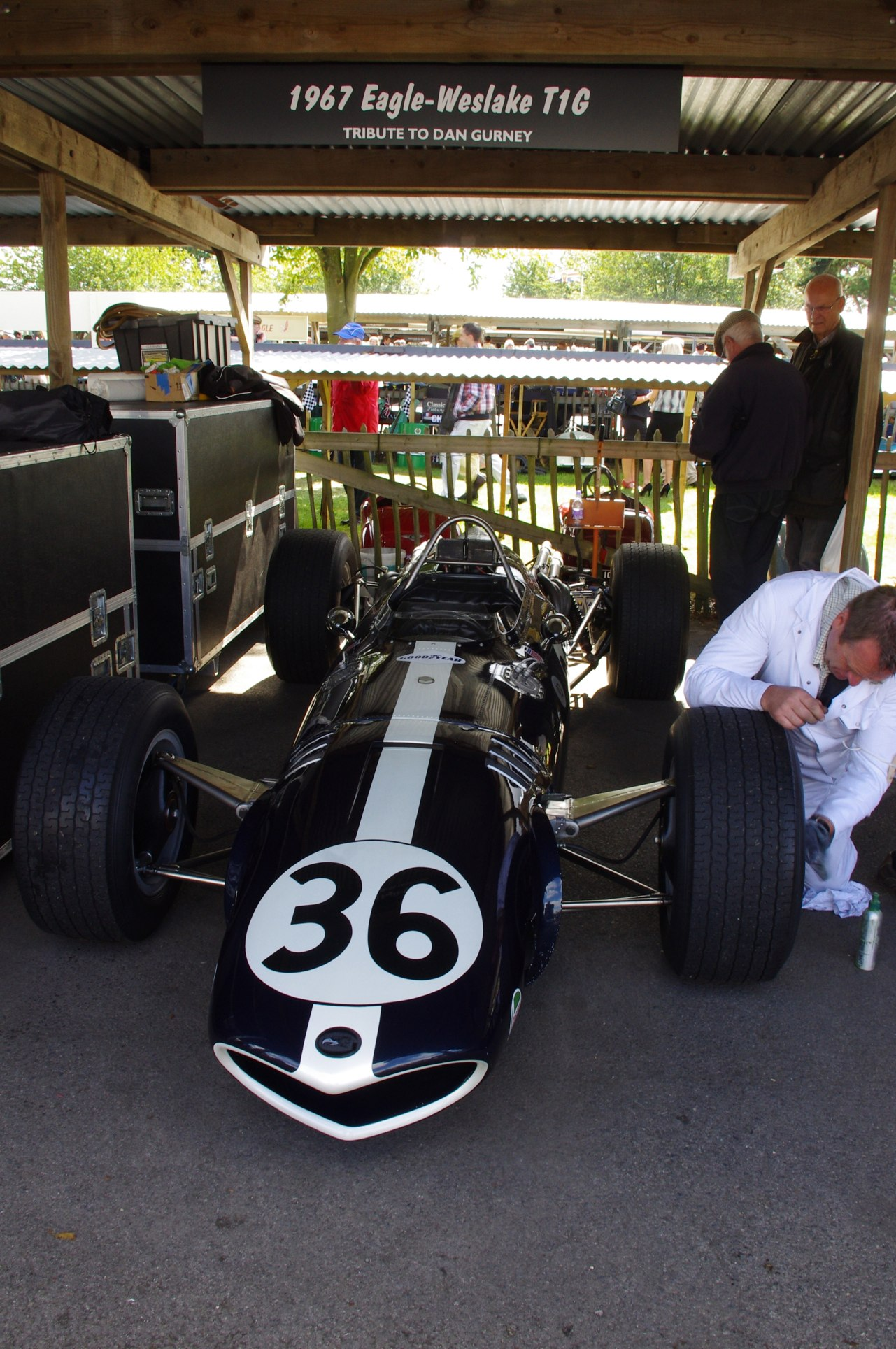
マーク9（1965年） イーグル・Mk1 F1車両
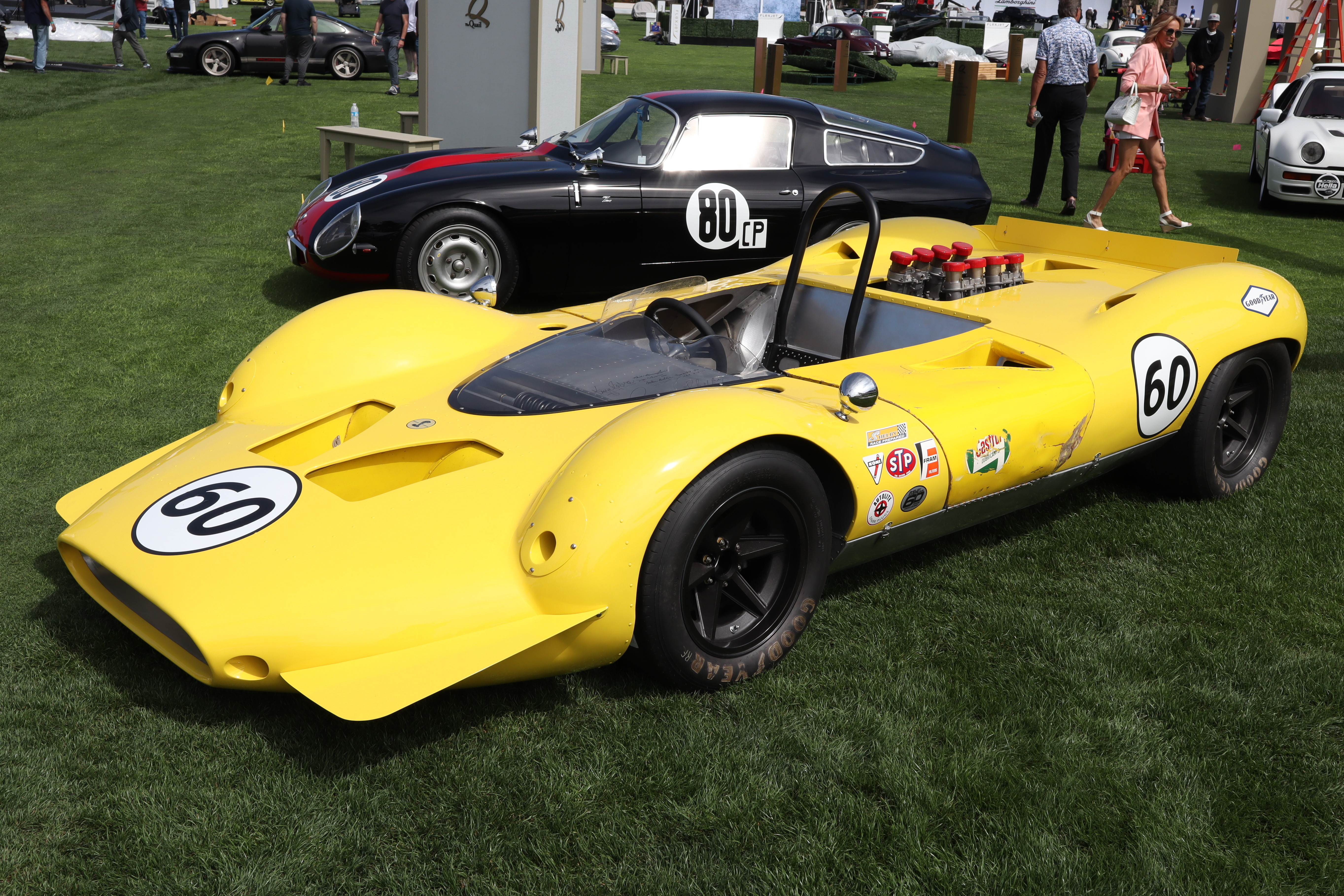
マーク10（1967年） 1967年型シェルビー・キングコブラ（英語版） Can-Am用車両
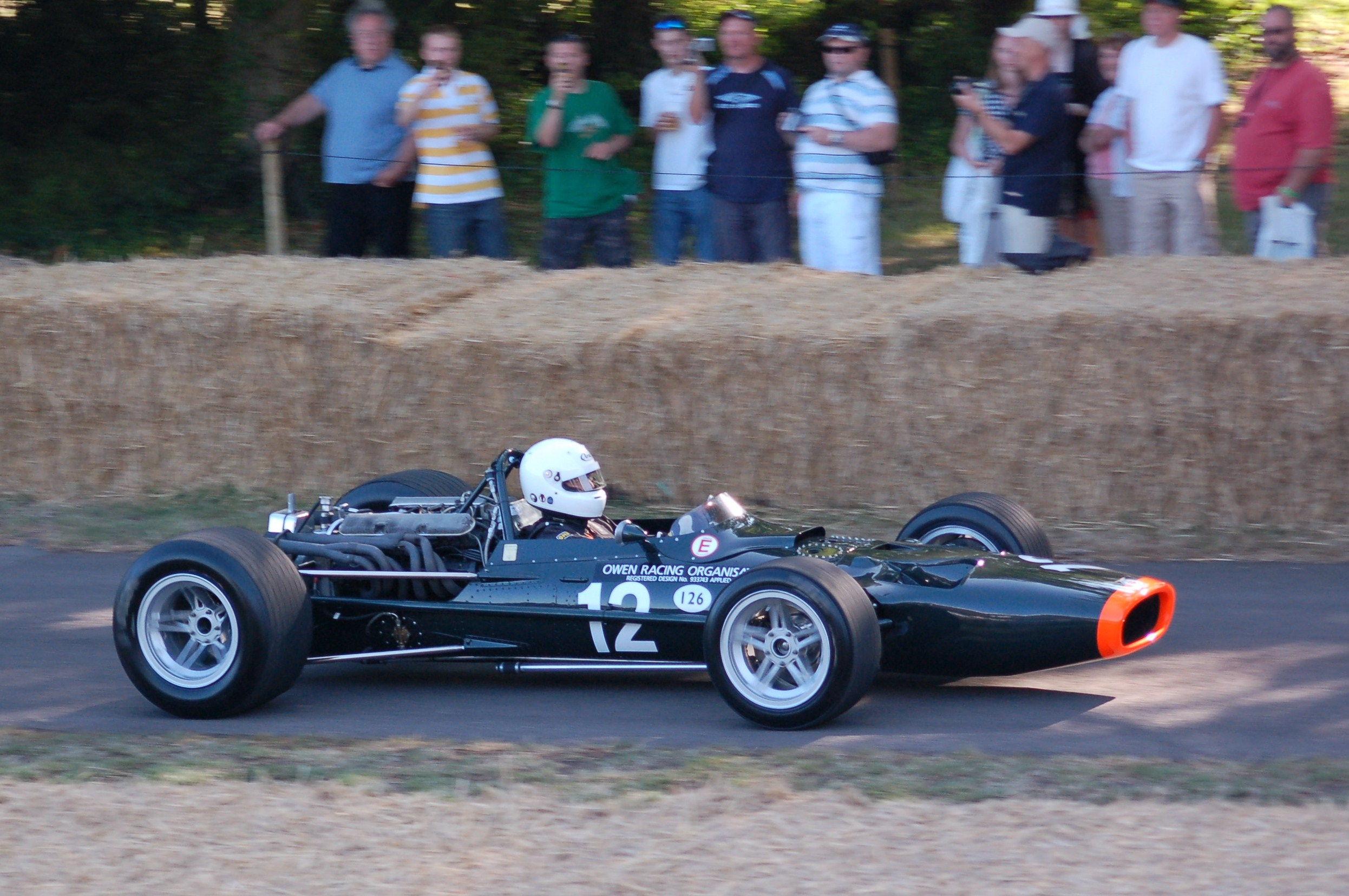
マーク11（1967年） BRM・P126 F1車両
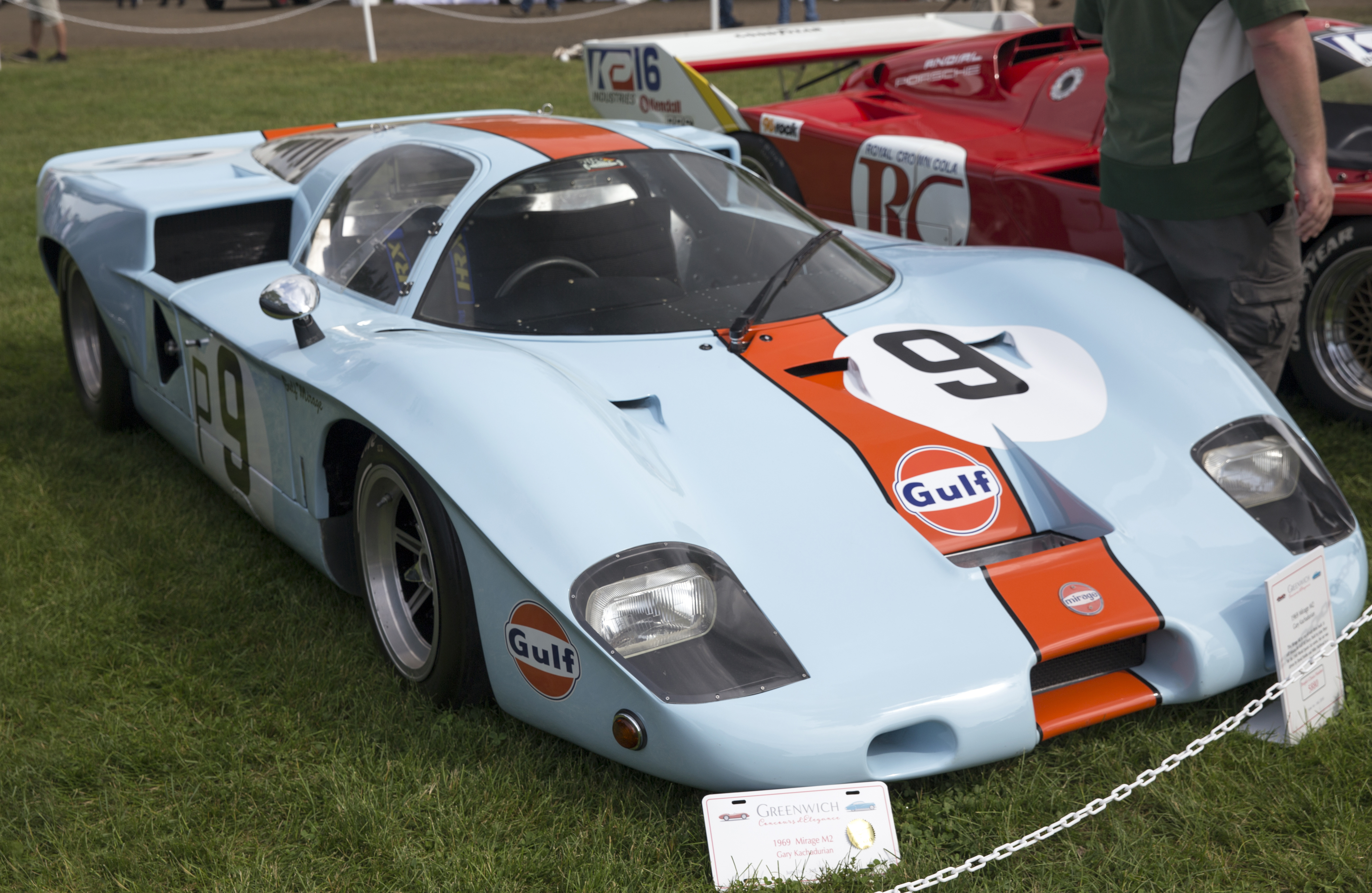
マーク12（1967年） ガルフ・ミラージュ・BRM（ミラージュ・M2） グループ6（英語版）車両
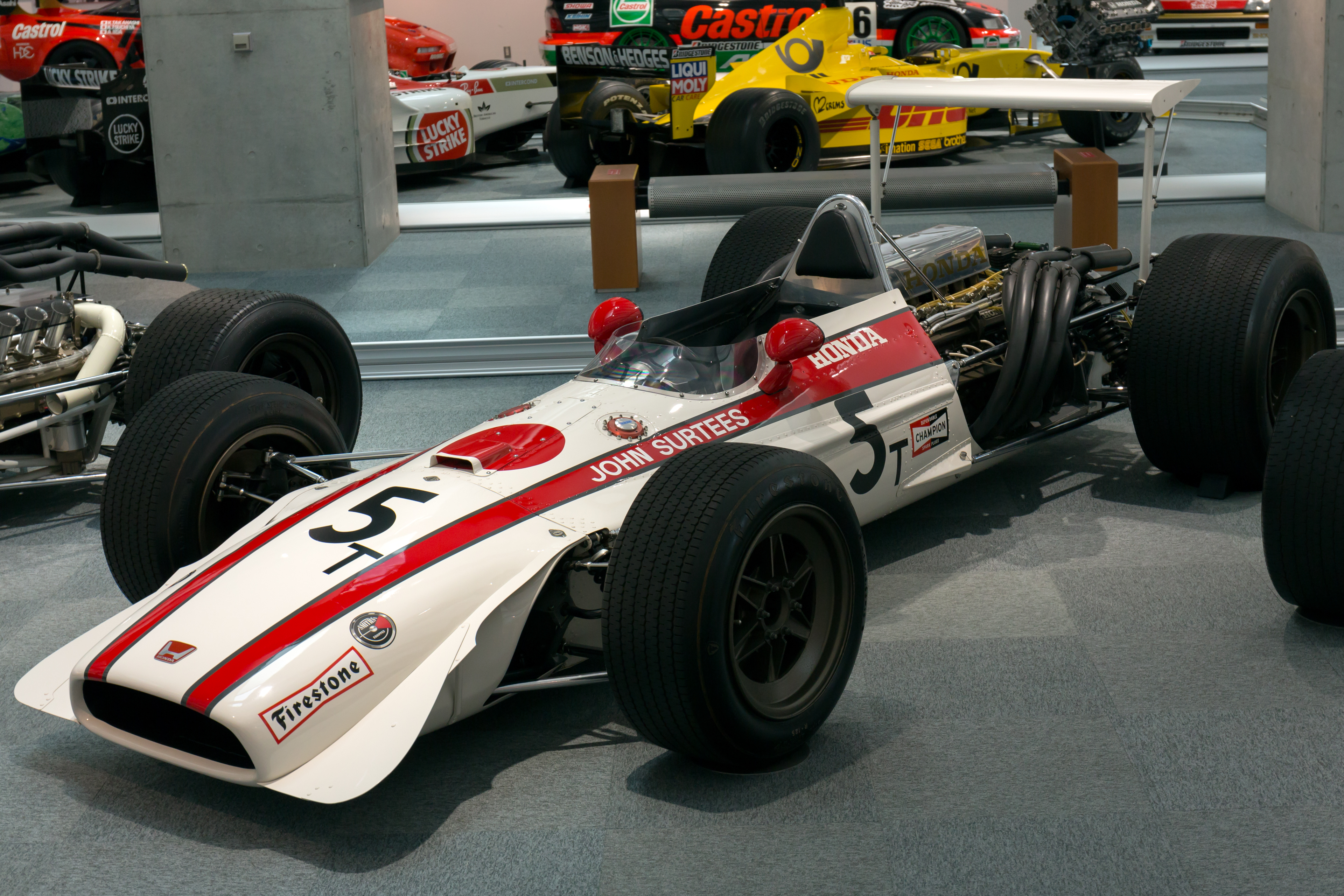
マーク14（1968年） ホンダ・RA301（2号車） F1車両。1号車（RA301-801）のレプリカとして製作。
マーク15（1968年） テリヤー・マーク15 F5000車両。ネーザン・レーシングからの依頼により製作[39]。
マーク16（1968年） テリヤー・マーク16 F2車両。マーク15のF2仕様で、設計図のみ存在し、製造はされなかった[39]。
マーク17（1969年） サーティース・TS5（英語版） F5000車両。マーク15をサーティースの要望に合わせて変更[39]。
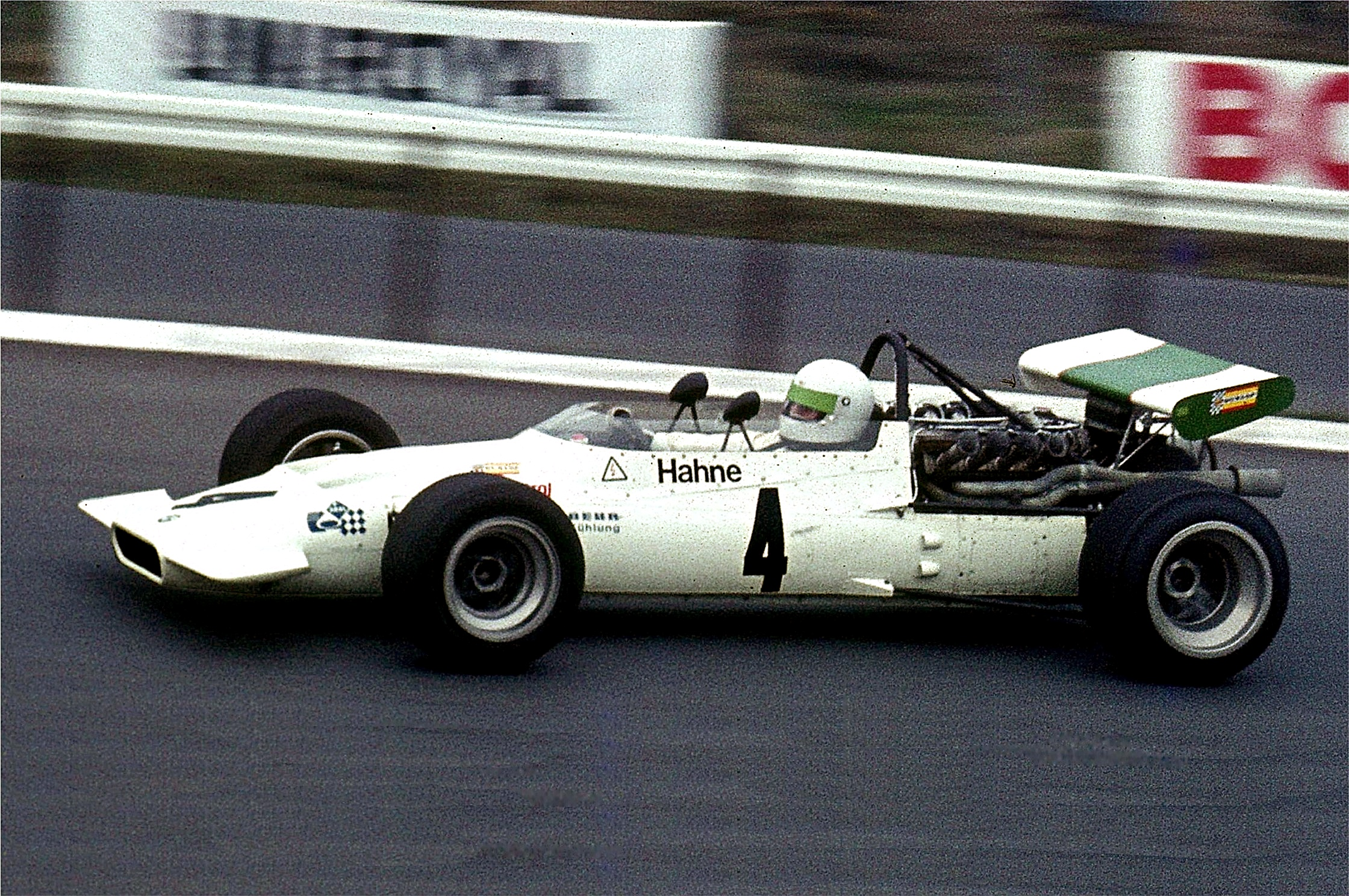
マーク18（1968年） BMW・F2 F2車両
マーク19（1969年） ガルフ・ミラージュ・フォード（ミラージュ・M3） 車体はM2のオープンボディ型
マーク20（1969年） レダ・マーク1 F5000車両
マーク21（1969年） イーグル・70（英語版） インディカー
マーク22（1970年） レダ・マーク2 F5000車両
LT23（1970年） LT23 インディカー。コンセプトは作られたものの出資者が現れず、製造はされなかった[36]。
LT24（1971年） LT24 公道用スポーツカー[36]。レダ社の解散により、開発中止[36]。
LT25（1971年） レダ・マーク3 F5000車両
LT26（1971年） LT26 F5000車両
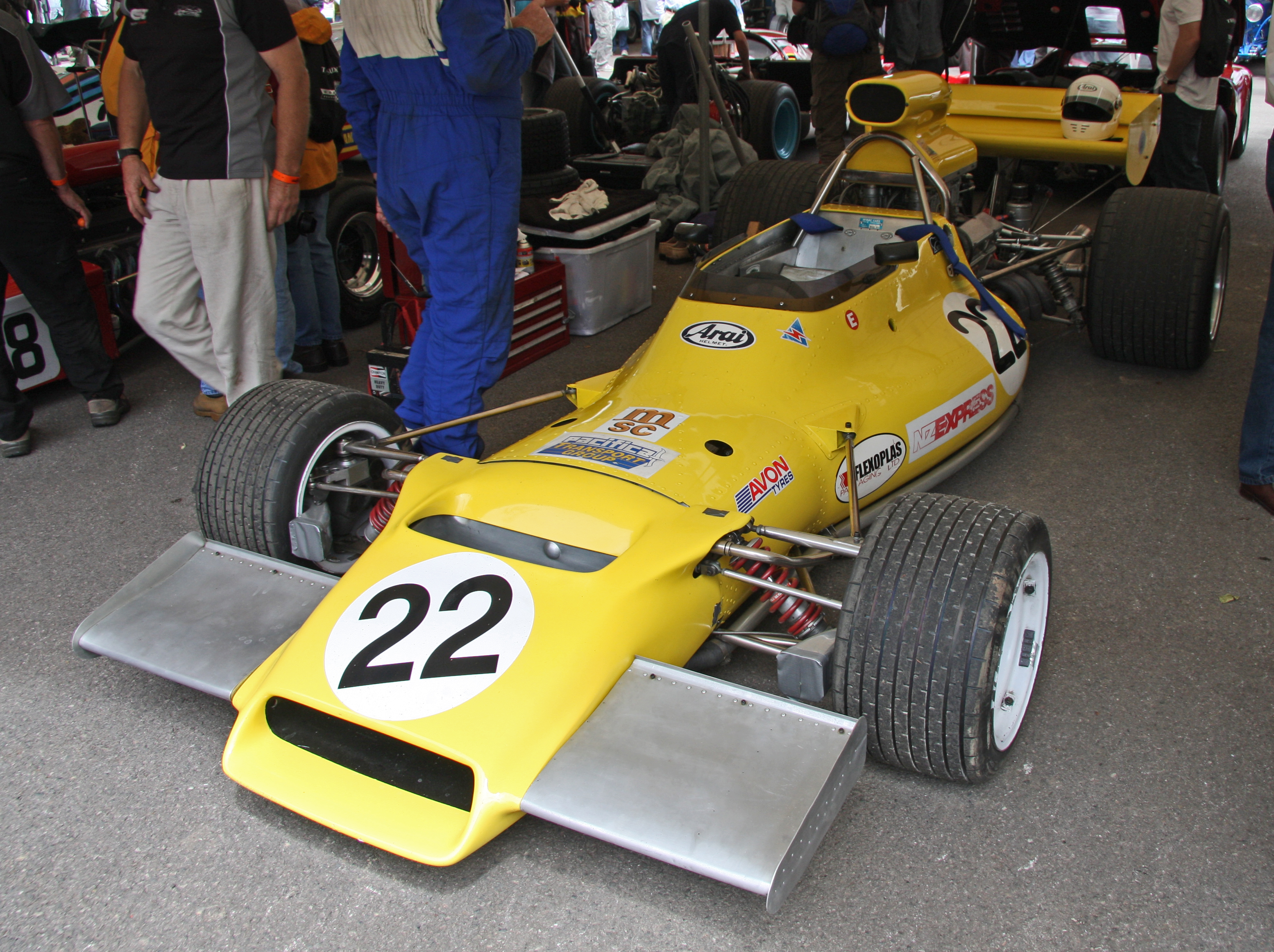
LT27（1972年） マクレー・GM1 F5000車両
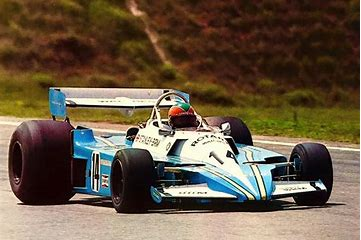
番外（1977年） BRM・P207 F1車両

### 著書
- 『Racing Car Design and Development』（1973年刊） - 自身の経歴、設計した車両の詳細のほか、同時代の他の設計者についての評も書いている。
  - 『レーシングカー：その設計の秘訣』（1975年刊） - 上記書籍の日本語版。武田秀夫（ホンダ・RA273の設計者）が翻訳。

## エンジニアとしての特徴
直感的な感覚を持ったエンジニアで、設計の速さでも知られ、レーシングカーが急に必要になった際には頼りにされた。一方、率直すぎる物言いなどにより、他者と協調して作業に当たることが難しいという、自他ともに認めるところの欠点があった。
テリーは車両設計については定評があったものの、完成した車両を開発し熟成していくというプロセスには関心がなかった。そのため、チームに所属して設計した車両でも、結果が出る頃にはたいていチームを離脱した後であり、成功すればチームの力によるものとされ、失敗した場合にはテリーが批判されるということになりがちだった。
空力設計は勘に頼って行っていたが、そうして設計した車両の空力も目論見通りに機能させることができていたという。
ロータス時代、コーリン・チャップマン個人との相性は悪かったものの、車両開発においてはうまく協力し、テリーはチャップマンに意見を折れさせることのできる数少ない人物の一人でもあった
テリーは、自身のことは、「夢想家型」のチャップマンと、その対極に位置づけられる「実用設計型」のロン・トーラナックとの中間で、「純デザイナーでもなく、そうかといって純開発屋でもないぬえ的な中途半端な性格」だと評している。